# Paradis : Foi
Pour les articles homonymes, voir Paradis (homonymie).
Pour plus de détails, voir Fiche technique et Distribution.
Paradis : Foi (Paradies: Glaube) est un film autrichien, coproduit avec l'Allemagne et la France, réalisé par Ulrich Seidl et sorti en 2012.
Il a remporté le Grand prix du jury de la Mostra de Venise à la Mostra de Venise 2012. Il est le deuxième volet d'une trilogie, après Paradis : Amour et avant Paradis : Espoir.

## Synopsis
En Autriche, de nos jours. Quand elle ne travaille pas à l'hôpital, Anna Maria va dans les foyers prêcher la parole catholique. Mais les gens n'ont pas sa ferveur, et pour cause : la quadragénaire a transformé sa maison en chapelle et se flagelle régulièrement.
Un jour, le mari d'Anna Maria, paraplégique, revient d'une longue convalescence. Il s'appelle Nabil, il est musulman, et il va chambouler l'existence très organisée de sa femme.

## Fiche technique
- Titre original : Paradies: Glaube
- Titre français : Paradis : Foi
- Réalisation : Ulrich Seidl
- Scénario : Ulrich Seidl et Veronika Franz
- Photographie : Wolfgang Thaler, Ed Lachman
- Décors : Renate Martin, Andreas Donhauser
- Costumes : Tanja Hausner
- Son : Ekkehart Baumung, Matz Müller
- Montage : Christoph Schertenleib
- Production : Michael André, Philippe Bober, Christine Ruppert, Ulrich Seidl et Konstantin Seitz pour WDR, Ulrich Seidl Film, Tat Film, Parisienne de production
- Pays de production :  Autriche,  Allemagne,  France
- Durée : 113 minutes
- Format : couleur
- Genre : drame
- Date de sortie : 24 avril 2013 en salles en France (interdit aux moins de 12 ans)

## Distribution
- Maria Hofstätter : Anna Maria
- Nabil Saleh : Nabil

## Distinctions

### Récompenses
- Mostra de Venise 2012 : Grand prix du jury (sélection officielle)
- Prix du cinéma européen 2013 : meilleurs techniciens du son pour Matz Müller et Erik Mischijew

### Nominations
- Festival du film de Sydney 2013 : sélection « Focus on Austria »